# Симон бен-Боэтус
Симон (Шимон) бен-Боэтус (сын Боэта/Боэтуса; Simon/Simeon/Shimon ben Boethus); по некоторым источникам — сам Боэтус (род. ок. 64 года до н. э.; ум. после 5 года); — в иудаизме первый первосвященник из династии боэтусеев в Иерусалимском храме; тесть Ирода Великого: отец его третьей жены Мариамны.

## Жизнедеятельность
Сын Боэта (Боэтуса) из египетской Александрии.
Ирод Великий сделал Симона первосвященником около 25 или 24 года до н. э., потому что хотел дать Симоновой дочери, красавице Мариамне, известное общественное положение, прежде чем сделать её своей женой. До этого первосвященником был Иисус, сын Фавита. Когда Ирод впоследствии развёлся с третьей женой, Мариамной, Симон лишился первосвященнического поста.